# Дік Саутвуд
Дік Саутвуд (англ. Dick Southwood, 18 січня 1906 — 7 лютого 1986) — британський академічний веслувальник.
Олімпійський чемпіон 1936 року в складі парної двійки.